# Shauna Robertson
Shauna Robertson (née en 1974 à Markham) est une productrice de cinéma canadienne, ayant fait essentiellement sa carrière aux États-Unis.

## Vie privée
Elle est fiancée avec l'acteur américain Edward Norton depuis 2011 après 6 années de relation. Ils ont eu leur premier enfant en mars 2013.

## Filmographie
- 1999 : Mystery, Alaska : Productrice associée
- 2000 : Mon beau-père et moi (Meet the Parents) : Coproductrice (créditée Shauna Weinberg)
- 2003 : Elfe (Elf) : Productrice
- 2004 : Présentateur vedette : La Légende de Ron Burgundy (Anchorman: The Legend of Ron Burgundy) : Productrice exécutive
- 2004 : Wake Up, Ron Burgundy: The Lost Movie : Productrice exécutive (direct-to-video)
- 2005 : 40 ans, toujours puceau (The 40-Year-Old Virgin) : Productrice
- 2007 : En cloque, mode d'emploi (Knocked Up) : Productrice
- 2007 : SuperGrave (Superbad) : Productrice
- 2008 : Sans Sarah, rien ne va (Forgetting Sarah Marshall) : Productrice
- 2008 : Délire Express (Pineapple Express) : Productrice